# 폴 베터니
폴 베타니(Paul Bettany, 1971년 5월 27일 ~ )는 잉글랜드의 배우이다.

## 출연 작품
- 아이언 맨
- 아이언 맨2
- 아이언 맨3
- 어벤져스
- 어벤져스: 에이지 오브 울트론
- 캡틴 아메리카: 시빌 워
- 뷰티풀 마인드
- 마스터 앤드 커맨더 - 위대한 정복자
- 기사 윌리엄
- 다빈치 코드
- 마진 콜
- 크리에이션
- 갱스터 넘버원
- 윔블던
- 프리스트
- 리전
- 투어리스트
- 도그빌
- 잉크 하트-어둠의 부활
- 트랜센던스
- 모데카이
- 저니스 엔드 - 오스본 중위 역
- 어벤져스: 인피니티 워 - 비전 역
- 한 솔로: 스타워즈 스토리 - 드라이덴 보스 역
- 벌들의 비밀 생활 - 티 레이 오웬스 역
- 히어 - 앨 영 역